# Begonia abbottii
Begonia abbottii, biljna vrsta iz roda begonija.

## Opis
Biljku je otkrio Emery Clarence Leonard 26. svibnja 1920. na izvorima u blizini Furcyja, malog sela u planinama pedesetak kilometara od Port au Princea, Haiti (otok Hispaniola), a opisao ju je 1922. godine njemački botaničar Ignaz Urban (1848.-1931.) u Repertorium Specierum Novarum Regni Vegetabilis 18, stranica 192. Njezin specifični epitet odabran je u čast američkog prirodoslovca i kolekcionara Williama Louisa Abbotta (1860.-1936.) koji je pratio Leonarda na ekspediciji 1920. godine.
Grm je s uspravnim stabljikama, razgranatim, jajastim stipulama ušiljenim, listovima s dugim peteljkama (7 do 10 milimetara) jajasto eliptičnim do jajasto lancetastim, s nepravilno nazupčenim rubovima, bijelim cvjetovima, cvatovima obojenim crveno ljubičastom bojom u svibnju - lipnju.
Vrsta je ugrožena krčenjem šuma.